# Alegeri legislative în Germania, 2025
La 23 februarie 2025 au avut loc alegeri federale în Germania pentru alegerea celor 630 de membri ai celui de-al 21-lea Bundestag. Este a patra oară în istoria Republicii Federale Germania postbelice când au loc alegeri anticipate, după cele din 1972, 1983 și 2005. 
Alegerile fuseseră programate pentru 28 septembrie 2025, dar au fost devansate din cauza prăbușirii coaliției de guvernare în timpul crizei guvernamentale germane din 2024.
În săptămânile dinaintea alegerilor, instituții media precum Politico Europe, The Guardian, Financial Times și Euronews au prezis că CDU/CSU se va clasa pe primul loc, AfD pe locul al doilea și SPD pe locul al treilea.
Sondajele la ieșirea de la urne au arătat că CDU/CSU se află pe primul loc, deși cu al doilea cel mai slab rezultat din istoria sa. AfD a ieșit pe locul al doilea și a obținut un rezultat istoric ridicat. SPD a coborât pe locul al treilea și a coborât sub 20 % pentru prima dată din 1933, obținând totodată cel mai slab rezultat din punct de vedere al numărului de voturi de la alegerile federale din 1887, desfășurate în Imperiul German. Verzii au scăzut ca număr de voturi, în timp ce Die Linke a ajuns pe locul cinci. Conform sondajelor la ieșirea de la urne, nici FDP, nici BSW nu vor depăși pragul de 5% pentru reprezentare parlamentară.

## Context

### Calendarul alegerilor
Legea Fundamentală și Legea Federală Electorală prevăd că alegerile federale trebuie să fie stabilite într-o zi de duminică sau într-o zi națională, nu mai devreme de 46 și nu mai târziu de 48 de luni de la prima întrunire a Budestagului, în caz contrar Budestagul este dizolvat mai devreme. Al 20-lea și actualul Bundestag a avut prima întrunire pe 26 octombrie 2021. Prin urmare, următoarele alegeri federale urmau să aibă loc într-o duminică între 31 august 2025 și 26 octombrie 2025. În august 2024, guvernul federal a recomandat inițial 28 septembrie 2025 ca dată a alegerilor, care a fost aprobată de președintele Frank-Walter Steinmeier.

### Alegeri anticipate
Alegerile federale pot avea loc mai devreme dacă președintele dizolvă Bundestagul și programează alegeri anticipate. Aceștia pot face acest lucru numai în două scenarii posibile descrise de Legea Fundamentală.
1. După o alegere federală sau orice alt post vacant în biroul cancelarului, dacă Bundestagul nu reușește să aleagă un cancelar cu majoritatea absolută a membrilor săi până în a 15-a zi de la primul tur de scrutin, președintele este liber să numească candidatul care a primit o pluralitate de voturi pentru postul de cancelar sau de a dizolva Bundestag-ul (în conformitate cu articolul 63, secțiunea 4 din Legea fundamentală).
2. Dacă cancelarul propune un vot de încredere care eșuează, acesta poate cere președintelui dizolvarea Bundestag-ului. Președintele este liber să accepte sau să respingă cererea cancelarului (în conformitate cu articolul 68 din Legea fundamentală).

În ambele cazuri, alegerile federale vor avea loc într-o duminică sau într-o zi națională, nu mai târziu de 60 de zile de la dizolvare.
În urma unei crize guvernamentale, liderul FDP, Christian Lindner, a fost demis din guvernul în exercițiu condus de Olaf Scholz pe 6 noiembrie 2024, declanșând prăbușirea coaliției semafor și lăsând guvernul fără majoritate. În aceeași zi, cancelarul Scholz a anunțat că va depune o moțiune de încredere pentru a organiza alegeri anticipate; aceasta a fost inițial planificată pentru ianuarie 2025, dar a fost prezentată mai devreme în urma presiunilor din partea opoziției.
Scholz a înaintat o moțiune de încredere către Bundestag pe 11 decembrie 2024, care a fost supusă la vot pe 16 decembrie. Moțiunea a necesitat o majoritate absolută de 367 de voturi pentru pentru a trece și a eșuat cu 207 voturi pentru, 394 voturi împotrivă, 116 abțineri și 16 absențe. Dintre membrii prezenți și care au votat, blocul SPD a votat în unanimitate pentru încredere, în timp ce toate blocurile de opoziție, cu excepția a trei membri din AfD, au votat împotriva încrederii. Toți membrii Verzilor s-au abținut pentru a se asigura că moțiunea va eșua fără a vota împotriva propriei coaliții.
După eșecul votului, Scholz a mers la Palatul Bellevue pentru a se întâlni cu președintele Steinmeier și a recomanda dizolvarea parlamentului. Partidele de la guvernare și CDU/CSU au convenit că pe 23 februarie 2025 ar trebui să fie data pentru alegerile anticipate. Președintele nu este obligat să acorde dizolvarea, iar Legea fundamentală îi permitea 21 de zile pentru a lua o decizie. Președintele are, de asemenea, singura autoritate de a stabili data alegerilor, deși a fost de acord cu propunerea partidelor. Steinmeier a avut mai întâi consultări cu toți liderii de partid, deoarece are datoria constituțională de a determina dacă există o posibilă majoritate în actualul Bundestag. Pe 20 decembrie, biroul de presă al lui Steinmeier a lansat o declarație în care confirmă că discuțiile au fost finalizate și că nu a existat o majoritate posibilă. Steinmeier a dizolvat oficial Bundestagul pe 27 decembrie, stabilind în același timp data alegerilor pentru 23 februarie.

### Sistem electoral
Germania are un sistem electoral proporțional mixt. Alegătorii au două voturi: primul vot este folosit pentru a alege în mod direct un candidat din propria circumscripție, folosind sistemul majoritar uninominal, iar al doilea vot este pentru lista electorală a unui partid. Pentru a intra în Bundestag, un partid trebuie fie să obțină cinci la sută din cel de-al doilea vot la nivel național, fie să obțină majoritatea voturilor în trei circumscripții – depășind pragul electoral. Oricare dintre cazuri duce la intrarea respectivului partid în Bundestag și primește mandate proporțional cu cota sa națională din al doilea vot (partidele care reprezintă minorități recunoscute care participă la alegerile federale, în prezent doar SSW, sunt scutite de acest prag).
Inițial, mandatele sunt alocate proporțional la nivel federal partidelor care depășesc pragul, apoi ulterior în cadrul fiecărui partid la listele sale de stat din fiecare stat. Ambele calcule se fac folosind metoda Webster/Sainte-Laguë. Numărul de circumscripții pe care fiecare partid le câștigă în fiecare stat este scăzut din alocarea acestuia pentru a ajunge la numărul final de mandate pe listă.
Candidații independenți sunt aleși dacă primesc o majoritate de voturi în circumscripția lor. Cele două voturi ale buletinelor de vot la care un candidat independent câștigător este primul vot nu sunt luate în considerare pentru a păstra egalitatea alegătorilor.

#### Reforma din 2023
Anterior acestor alegeri, dacă un partid câștiga destule circumscripții într-un stat pentru a-și depăși dreptul proporțional, i se permitea să păstreze așa-numitele mandate superioare. Adăugarea de mandate egale pentru alte partide, pentru a menține proporționalitatea componenței Bundestag-ului, a condus la un număr mare de mandate suplimentare în 2017 și 2021.
După ce alegerile din 2021 au produs un Bundestag cu 736 de membri - ceea ce a făcut din acesta cel mai mare parlament liber ales din lume - a început o dezbatere reînnoită asupra sistemului care era în vigoare de la alegerile din 2013. Bundestag-ul a adoptat o reformă în martie 2023 pentru a fixa dimensiunea oricărui viitor Bundestag la 630 de membri. Acesta a introdus două modificări majore: repartizarea mandatelor ar fi determinată numai prin cota fiecărui partid din cel de-al doilea vot (Zweitstimmendeckung, „acoperirea celui de-al doilea vot”) și eliminarea regulii celor trei circumscripții (Grundmandatsklausel, „clauza mandatului de bază”). Partidele nu mai au voie să păstreze locurile superioare; în cazul în care un partid câștigă mandate superioare într-un stat, câștigătorii circumscripției sale sunt excluși din Bundestag în ordinea descrescătoare a primului lor vot. De asemenea, dacă un partid câștigă una sau două circumscripții, dar nu depășește pragul – un scenariu care s-a întâmplat o singură dată, PDS în 2002 – și acei câștigători sunt acum excluși în loc să primească mandatele. Cu toate acestea, dacă un candidat independent câștigă o circumscripție electorală (ceea ce nu s-a mai întâmplat din 1949), acesta își câștigă locul în parlament.
Atât CSU, cât și Stânga s-au opus modificărilor legii. La alegerile din 2021, Stânga a rămas sub pragul de cinci procente, dar a rămas în Bundestag pentru că a câștigat trei circumscripții electorale, în timp ce CSU abia a trecut pragul cu 5,2% din votul secund la nivel național, în timp ce a câștigat 45 din cele 46 de circumscripții din Bavaria. CSU a fost, de asemenea, singurul partid care a câștigat mandate superioare la acele alegeri. Ambele partide au făcut apel la președintele Steinmeier să se opună prin veto; cu toate acestea, Steinmeier a semnat proiectul de lege după ce a stabilit prin biroul său că este o lege constituțională. Ambele organizații de partid, precum și guvernul Bavariei controlat de CSU, au depus plângeri oficiale la Curtea Constituțională Federală.
Audierile au avut loc pe 23 și 24 aprilie 2024. Pe 30 iulie 2024, instanța a menținut în mare parte noua lege electorală. Cu toate acestea, a decis că un prag de cinci procente fără excepții este neconstituțional; deși a recunoscut că pragul este necesar pentru a preveni fragmentarea, a considerat că trebuie să existe măsuri pentru a minimiza voturile irosite. Pentru a reglementa legea electorală în timp suficient pentru aceste alegeri, ca măsură provizorie instanța a reintrodus clauza mandatului de bază așa cum era „până la o nouă reglementare în materie”. În proiectele legii inițiale de reformă au fost luate în considerare două posibilități: prima este „clauza de mandat de bază modificată” sau „clauza de circumscripție”. Un partid sub pragul de cinci procente, care câștigă cel puțin trei circumscripții electorale nu ar primi reprezentare proporțională deplină, dar ar fi inclus în procedura de alocare a mandatelor, iar câștigătorii lor ar fi obține mandate în cazul în care cota de vot la al doilea este suficient de mare pentru a primi mandate (acest lucru este similar cu modul în care partidelor care reprezintă minorități recunoscute, care sunt scutite de prag, li se alocă mandate pe listă). A fost, de asemenea, propusă reintroducerea clauzei de mandat de bază cu o cerință mai mare de cinci circumscripții. În hotărârea sa, instanța a confirmat că ambele ar fi constituționale.

## Partide politice și lideri
În tabelul de mai jos sunt enumerate partidele reprezentate în al 20-lea Bundestag.
| Nume | Nume         | Nume         | Nume                                                                   | Nume                                                                             | Ideologie                                  | Lider(i)                              | Lider candidat(i)             | Rezultate 2021 | Rezultate 2021 | Mandate actuale |
| Nume | Nume         | Nume         | Nume                                                                   | Nume                                                                             | Ideologie                                  | Lider(i)                              | Lider candidat(i)             | Voturi (%)     | Mandate        | Mandate actuale |
| ---- | ------------ | ------------ | ---------------------------------------------------------------------- | -------------------------------------------------------------------------------- | ------------------------------------------ | ------------------------------------- | ----------------------------- | -------------- | -------------- | --------------- |
|      | SPD          | SPD          | SPD                                                                    | Partidul Social Democrat din Germania Sozialdemokratische Partei Deutschlands    | Social democrație                          | Saskia Esken Norbert Walter-Borjans   | Olaf Scholz                   | 25.7%          | 206 / 736      | 207 / 733       |
|      | CDU/CSU      |              | CDU                                                                    | Uniunea Creștin-Democrată (Germania) Christlich Demokratische Union Deutschlands | Creștin democrație                         | Friedrich Merz                        | Friedrich Merz                | 18.9%          | 152 / 736      | 153 / 733       |
|      | CDU/CSU      | CSU          | Uniunea Creștin-Socială din Bavaria Christlich-Soziale Union in Bayern | Markus Söder                                                                     | Creștin democrație                         | 5.2%                                  | Friedrich Merz                | 45 / 736       | 43 / 733       |                 |
|      | Grüne        | Grüne        | Grüne                                                                  | Alianța 90/Verzii Bündnis 90/Die Grünen                                          | Politică verde                             | Annalena Baerbock Robert Habeck       | Robert Habeck                 | 14.8%          | 118 / 736      | 117 / 733       |
|      | FDP          | FDP          | FDP                                                                    | Partidul Liber Democrat Freie Demokratische Partei                               | Liberalism clasic                          | Christian Lindner                     | Christian Lindner             | 11.5%          | 92 / 736       | 89 / 733        |
|      | AfD          | AfD          | AfD                                                                    | Alternativa pentru Germania Alternative für Deutschland                          | Populism de dreapta                        | Jörg Meuthen Tino Chrupalla           | Alice Weidel                  | 10.3%          | 83 / 736       | 76 / 733        |
|      | Linke        | Linke        | Linke                                                                  | Stânga Die Linke                                                                 | Socialism democratic                       | Janine Wissler Susanne Hennig-Wellsow | Heidi Reichinnek Jan van Aken | 4.9%           | 39 / 736       | 28 / 733        |
|      | BSW          | BSW          | BSW                                                                    | Alianța Sahra Wagenknecht Bündnis Sahra Wagenknecht                              | Populism de stânga                         | Sahra Wagenknecht Amira Mohamed Ali   | Sahra Wagenknecht             | —              | 0 / 736        | 10 / 733        |
|      | SSW          | SSW          | SSW                                                                    | Asociația Alegătorilor din Schleswigul de Sud Südschleswigscher Wählerverband    | Interesele minorităților daneze și frizone | Christian Dirschauer                  | Stefan Seidler                | 0.1%           | 1 / 736        | 1 / 733         |
|      | Independenți | Independenți | Independenți                                                           | Independenți                                                                     | —                                          | —                                     | —                             | —              | 0 / 736        | 7 / 733         |

## Campanie

### Nominalizări și candidați pentru postul de cancelar
Spre deosebire de alegerile din 2021, Kanzlerfrage (chestiunea cancelarului) pentru blocul CDU/CSU a fost rezolvată relativ rapid. După performanțe bune pentru CDU la alegerile de stat din septembrie 2024 din Saxonia și Turingia, ceilalți doi potențiali candidați – ministrul-președinte al Renaniei de Nord-Westfalia Hendrik Wüst și ministrul-președinte al Bavariei și liderul CSU Markus Söder – și-au exprimat deplin sprijinul pentru Friedrich Merz. Se credea că Söder urmărește o altă încercare de nominalizare; Cu toate acestea, mulți membri ai CDU l-au văzut într-o lumină negativă după o luptă de luni de zile cu Armin Laschet pentru nominalizare în 2021, urmată de atacuri personale asupra lui Laschet, care au fost considerate ca subminând campania Uniunii, precum și la excluderea categorică a oricărei coaliții cu Verzii după aceste alegeri. (CSU a furnizat încă doar de două ori candidatul principal al blocului Uniunii: în 1980 și 2002.)
La convenția partidului Die Linke din octombrie, fostul candidat pentru postul de cancelar Gregor Gysi a anunțat un efort numit Silberlocke („Misiunea Lacătele de Argint”) pentru a susține perspectivele partidului în fața luptelor interne și a sondajelor șovăielnice. Gysi s-a angajat să candideze pentru realege în circumscripția sa din Berlin-Treptow – Köpenick, fostul lider al grupului parlamentar Dietmar Bartsch candidând pentru a treia oară la Rostock – Landkreis Rostock II și fostul ministru-președinte al Turingiei Bodo Ramelow – singurul membru al Die Linke care a condus un guvern de stat – a participat pentru un loc în Bundestag pentru prima dată din 2005 la Erfurt – Weimar – Weimarer Land II. Scopul este de a valorifica popularitatea personală relativ ridicată a celor trei politicieni și de a oferi Stângii cele mai bune șanse posibile de a câștiga trei circumscripții electorale și de a se asigura că rămân în Bundestag, iar efortul este poreclit în referire plină de umor la vârstele lor înaintate. De asemenea, co-liderul de partid, Ines Schwerdtner, candidează pentru a-l înlocui pe vechiul deputat Gesine Lötzsch, care se va retrage, în fortăreața Berlin-Lichtenberg, iar co-președintele parlamentar Sören Pellmann caută realegerea la Leipzig II, ambele considerate drept valabile pentru Stânga. Experții i-au evaluat, de asemenea, pe Gysi și Ramelow drept favoriți pentru a câștiga circumscripțiile lor, care, împreună, ar păstra reprezentarea blocului. Jan van Aken a fost ales copreședinte al partidului alături de Schwerdtner în aceeași zi; cu toate acestea, în noiembrie, van Aken și co-liderul parlamentar Heidi Reichinnek au fost selectați pentru o candidatură dublă a Stângii pentru campanie.În noiembrie, diferiți parlamentari și personalități importante ale SPD, în special fostul lider al partidului Sigmar Gabriel, au început să ceară public ca ministrului apărării, Boris Pistorius, să fie desemnat candidatul la poziția de cancelar al partidului, din cauza sondajelor care reflectau o poziție slabă pentru Scholz. Sondajele pentru ARD l-au arătat pe Pistorius drept cel mai bine privit politician național: 60% dintre alegători credeau că ar fi un bun cancelar, comparativ cu 42% pentru Merz și 21% pentru Scholz. Într-un videoclip difuzat pe 21 noiembrie, Pistorius a încheiat ceea ce deveniseră două săptămâni de dezbatere publică, dezaprobând orice interes de a candida la funcția de cancelar și exprimându-și deplin sprijinul pentru Scholz. O astfel de dezbatere publică și prelungită, precum și aparenta incapacitate a conducerii partidului de a o controla sau de a o restrânge rapid, au fost considerate jenante și dăunătoare; Președintele Jusos, Philipp Türmer, i-a chemat direct pe liderii de partid Saskia Esken și Lars Klingbeil  la congresul lor național din weekendul următor. Cu toate acestea, Scholz a fost reales în unanimitate drept candidat la postul de cancelar de executivul partidului pe 25 noiembrie, lucru care va fi confirmat la convenția națională a partidului din ianuarie.
Pe 17 noiembrie, Verzii l-au nominalizat pe vicecancelarul în exercițiu Robert Habeck drept candidat la poziția de cancelar; Habeck și ministrul de externe Annalena Baerbock rămân co-candidații lor, deși Baerbock a fost candidatul la poziția de cancelar în 2021. Campania lui Habeck nu folosește termenul de candidat la poziția de cancelar, ci se referă la el drept „Candidat pentru poporul Germaniei” (Kandidat für die Menschen in Deutschland), deși mass-media folosește termenul obișnuit.
Pe 7 decembrie, executivul AfD a nominalizat-o pe Alice Weidel drept candidată la poziția de cancelar. Este prima dată când partidul se referă la liderul său drept candidat pentru cancelarie (Kanzlerkandidat/in), termen care este în mod normal rezervat partidelor (SPD, Verzii și CDU/CSU) care sunt văzute ca având șanse realiste de a deveni un partener senior de coaliție și oferind un cancelar, în locul termenului de candidat principal (Spitzenkandidat/in), care este folosit în mod normal pentru partidele mai mici. Deoarece alte partide refuză să lucreze cu AfD, șansele sale de a intra la guvernare sunt văzute ca puțin probabile.
BSW a decis, de asemenea, să o nominalizeze pe Sahra Wagenknecht drept candidat la poziția de cancelar pe 16 decembrie. Secretarul general Christian Heye a recunoscut categoric că partidul, care ar obține între patru și opt procente, nu are nicio șansă reală de a-și oferi un cancelar și a spus că „nu ne imaginăm lucruri și nici nu suntem megalomani”. El a dat vina pe „inflația” utilizării termenului în forțarea mâinii lor pentru a evita un dezavantaj perceput în campanie, cum ar fi ratarea invitațiilor la dezbateri televizate.

### Ziarul FDP "Ziua-Z"
Pe 15 noiembrie, Die Zeit și Süddeutsche Zeitung au raportat independent că FDP plăniește o strategie de rupere a coaliției de guvernare în câteva săptămâni. Ei au raportat despre existența unui document de lucru detaliat care a folosit un limbaj militarist controversat: raportul economic de 18 pagini care a dus la tragerea lui Lindner a fost numit „torpila”, iar viitoarea campanie electorală a fost descrisă ca „bătălie deschisă”. Cel mai controversat a fost faptul că ziua publicării raportului era denumită „Ziua Z” – care în germană este folosită exclusiv cu referire la invazia aliată a Normandiei și are o conotație violentă, în timp ce termenul generic echivalent pentru „ziua deciziei” ar fi Tag X. Folosirea limbajului războiului pentru a se referi la procesul politic a dus la critici dure.
Acest lucru a contrazis și afirmația lui Lindner că sfârșitul guvernului a fost o „ruptură calculată” din partea lui Scholz. Criticile au venit din partea SPD la dezvăluirea că partenerul lor de coaliție se pare că nu a acționat cu bună-credință de săptămâni întregi: liderul parlamentar Rolf Mützenich s-a descris pe sine că „se simte înșelat și dezamăgit” și „îngrozit” de limbajul controversat. Într-un interviu din 18 noiembrie pentru RTL și n-tv, secretarul general al FDP, Bijan Djir-Sarai, a negat categoric utilizarea termenului „Ziua Z” și a declarat că conducerea partidului nu cunoștea ziarul. Lindner nu a negat existența ziarului, ci pur și simplu a răspuns reporterilor „Suntem într-o campanie. Unde sunt știrile aici?”
Speculațiile mass-media au continuat cu privire la măsura în care FDP a fost responsabil pentru sfârșitul coaliției. În dimineața zilei de 28 noiembrie, portalul de știri online Table.Media a publicat fragmente dintr-un document de opt pagini despre care se presupune că ar fi documentul de lucru; a fost într-adevăr intitulat „Scenarii și acțiuni pentru Ziua Z” și a prezentat o strategie la fel de detaliată pe cât presupunea raportarea inițială, inclusiv strategii de subminare a coaliției, tactici de comunicare și citate pre-scrise pentru Lindner. SZ i-a confruntat pe liderii de partid cu fragmentele și le-a dat o oră, 13:30, ca termen limită pentru a răspunde la întrebări. Partidul nu a făcut-o, dar a lansat oficial ziarul complet la ora 6 seara cu o declarație a lui Djir-Sarai care susținea că este „pentru a preveni impresiile false... ale documentului” de către mass-media.
Potrivit partidului, documentul a fost pregătit pentru prima dată de directorul general federal Carsten Reymann pe 24 octombrie „pentru a aborda întrebările legate de modul în care ar putea fi comunicată ieșirea FDP din guvern”, iar „documentul pur tehnic” nu a fost prezentat parlamentarilor sau membrilor guvernului. Djir-Sarai și Reymann și-au dat demisia a doua zi pentru a-și asuma responsabilitatea pentru conținutul ziarului. Secretarul general interimar al SPD, Matthias Miersch, l-a descris pe Djir-Sarai drept „un țap ispășitor transparent” pentru a-l proteja pe Lindner și a numit „de neimaginat” ca liderul partidului să nu cunoască existența ziarului. Într-o declarație scrisă publicată în acea seară, Lindner a negat din nou orice cunoaștere a ziarului și a declarat că nu l-ar fi aprobat și că acesta a fost difuzat doar printre membrii personalului intern al partidului și nu printre oficialii aleși.
Marco Buschmann, care a ocupat funcția de ministru al justiției până la prăbușirea coaliției semafor, a fost numit pentru a-i succeda lui Djir-Sarai în funcția de secretar general al FDP pe 1 decembrie.

### Dezbateri și interviuri
Imediat după ce moțiunea de încredere a picat, posturile de televiziune ARD și ZDF și-au anunțaț planurile de-a face două dezbateri la care să fie prezenți candidați pentru postul de cancelar de la două partide. Scholz și Merz au fost invitați la o dezbatere pe 9 februarie, în timp ce Habeck și Weidel au fost invitați la o confruntare separată pe 10 februarie. Aceasta a reprezentat o schimbare față de campania din 2021, când ARD și ZDF au avut o dezbatere în trei între candidații Uniunii, SPD și candidatul Verzilor. Reprezentanții AfD și ai Verzilor s-au plâns de excluderile candidaților lor și au susținut că radiodifuzorii publici au fost părtinitori în decizia lor. Purtătorul de cuvânt al campaniei lui Habeck a anunțat că va refuza invitația și a acuzat ARD și ZDF că „intervin” în campanie în favoarea celor două partide din sistem. Purtătorul de cuvânt al lui Weidel a cerut includerea ei într-o dezbatere tripartită bazată pe locul doi al AfD în sondajele de opinie și a spus că partidul analizează acțiunile legale împotriva radiodifuzorilor. Lindner și Wagenknecht s-au oferit amândoi să ia locul lui Habeck în a doua dezbatere.
Pe 18 decembrie, Table.Media a raportat că Scholz a fost de acord să participe la dezbaterea ARD-ZDF cu condiția ca să se confrunte numai cu Merz, lucru acceptat de radiodifuzorii publici. Viceșeful al Verzilor Irene Mihalic a cerut o explicație de la radiodifuzori. Un purtător de cuvânt al ARD a negat raportul și a susținut că nu a existat nicio influență din partea politicienilor sau condițiile implicate în decizie. Potrivit purtătorului de cuvânt, dezbaterea în ambele sensuri ar prezenta atât titularul în funcție, cât și contestatorul cu cele mai mari șanse de a-l succeda. Habeck a refuzat invitația sa în scris către ARD pe 20 decembrie, iar radiodifuzorii au anulat a doua dezbatere planificată.
De asemenea, radiodifuzorii au anunțat planuri pentru alte două programe de interviuri în patru. Scholz, Merz, Habeck și Weidel s-ar confrunta separat cu întrebări din partea publicului în două programe care vor avea loc pe 13 și 17 februarie. Ei vor organiza, de asemenea, „masa rotundă de închidere” obișnuită (Schlussrunde) cu liderii tuturor partidelor reprezentate în prezent în Bundestag pe 20 februarie.
RTL a anunțat, de asemenea, planuri pentru o dezbatere între Merz și Scholz duminică înainte de data propusă pentru alegeri. În cele din urmă, canalul plănuiește două dezbateri directe suplimentare între candidații de frunte ai altor partide în aceeași noapte. Un purtător de cuvânt al radiodifuzorului a spus că „suntem convinși că o dezbatere cu actualii cinci candidați la poziția de cancelar nu ar fi altceva decât un talk show”. Partidul DIe Linke, care nu a fost invitat, a declarat că are în vedere acțiuni legale împotriva omisiunii sale. RTL a susținut într-o declarație că Die Linke nu a fost invitat din cauza faptului că în sondajele de opinie este în spatele celorlalte partide, sub pragul electoral.
Editorul-șef al ProSiebenSat.1, Sven Pietsch, a declarat în noiembrie că radiodifuzorul a invitat Uniunea, SPD, Verzii și AfD la mai multe dezbateri și era în discuții cu partidele, dar nu a dezvăluit mai multe detalii la momentul respectiv. Radiodifuzorul a găzduit anterior o dezbatere în trei dintre candidații Uniunii, SPD și Verzi înaintea alegerilor din 2021, care au fost difuzate pe ProSieben, Sat.1 și Kabel eins.
| Dezbaterile și interviurile la alegerile federale din Germania din 2025 | Dezbaterile și interviurile la alegerile federale din Germania din 2025 | Dezbaterile și interviurile la alegerile federale din Germania din 2025 | Dezbaterile și interviurile la alegerile federale din Germania din 2025 | Dezbaterile și interviurile la alegerile federale din Germania din 2025 | Dezbaterile și interviurile la alegerile federale din Germania din 2025 | Dezbaterile și interviurile la alegerile federale din Germania din 2025 | Dezbaterile și interviurile la alegerile federale din Germania din 2025 | Dezbaterile și interviurile la alegerile federale din Germania din 2025 | Dezbaterile și interviurile la alegerile federale din Germania din 2025 | Dezbaterile și interviurile la alegerile federale din Germania din 2025 |               |    |
| Dată                                                                    | Televiziune                                                             | P Prezent Î Înlocuitor I Invitat NI Neinvitat A Absent                  | P Prezent Î Înlocuitor I Invitat NI Neinvitat A Absent                  | P Prezent Î Înlocuitor I Invitat NI Neinvitat A Absent                  | P Prezent Î Înlocuitor I Invitat NI Neinvitat A Absent                  | P Prezent Î Înlocuitor I Invitat NI Neinvitat A Absent                  | P Prezent Î Înlocuitor I Invitat NI Neinvitat A Absent                  | P Prezent Î Înlocuitor I Invitat NI Neinvitat A Absent                  | P Prezent Î Înlocuitor I Invitat NI Neinvitat A Absent                  | P Prezent Î Înlocuitor I Invitat NI Neinvitat A Absent                  |               |    |
| Dată                                                                    | Televiziune                                                             | CDU                                                                     | SPD                                                                     | Verzii                                                                  | AfD                                                                     | FDP                                                                     | Stânga                                                                  | CSU                                                                     | BSW                                                                     | FW                                                                      |               |    |
| ----------------------------------------------------------------------- | ----------------------------------------------------------------------- | ----------------------------------------------------------------------- | ----------------------------------------------------------------------- | ----------------------------------------------------------------------- | ----------------------------------------------------------------------- | ----------------------------------------------------------------------- | ----------------------------------------------------------------------- | ----------------------------------------------------------------------- | ----------------------------------------------------------------------- | ----------------------------------------------------------------------- | ------------- | -- |
| Dată                                                                    | Televiziune                                                             | 28 ianuarie 2025                                                        | ZDF                                                                     | P Frei                                                                  | P Klingbeil                                                             | P Baerbock                                                              | P Weidel                                                                | P Lindner                                                               | P van Aken                                                              | P Dobrindt                                                              | P Wagenknecht | NI |
| 6 febuarie 2025                                                         | ZDF                                                                     | NI                                                                      | NI                                                                      | P Banaszak                                                              | Î Chrupalla                                                             | P Lindner                                                               | P van Aken                                                              | P Dobrindt                                                              | P Wagenknecht                                                           | NI                                                                      |               |    |
| 9 febuarie 2025                                                         | ARD, ZDF                                                                | P Merz                                                                  | P Scholz                                                                | NI                                                                      | NI                                                                      | NI                                                                      | NI                                                                      | NI                                                                      | NI                                                                      | NI                                                                      |               |    |
| 10 febuarie 2025                                                        | ARD                                                                     | NI                                                                      | NI                                                                      | NI                                                                      | NI                                                                      | P Lindner                                                               | P van Aken                                                              | P Bär                                                                   | P Wagenknecht                                                           | NI                                                                      |               |    |
| 12 febuarie 2025                                                        | BR                                                                      | NI                                                                      | NI                                                                      | NI                                                                      | P Protschka                                                             | NI                                                                      | P Gürpinar                                                              | NI                                                                      | P Ernst                                                                 | P Aiwanger                                                              |               |    |
| 12 febuarie 2025                                                        | MDR                                                                     | P Müller                                                                | P Schneider                                                             | P Lemke                                                                 | P Chrupalla                                                             | P Herbst                                                                | P Ramelow                                                               | NI                                                                      | P Lüders                                                                | NI                                                                      |               |    |
| 12 febuarie 2025                                                        | SWR                                                                     | P Warken                                                                | P Schmid                                                                | P Brantner                                                              | P Frohnmaier                                                            | P Skudelny                                                              | P Mirow                                                                 | NI                                                                      | P Tatti                                                                 | NI                                                                      |               |    |
| 13 febuarie 2025                                                        | ZDF                                                                     | P Merz                                                                  | P Scholz                                                                | P Habeck                                                                | P Weidel                                                                | NI                                                                      | NI                                                                      | NI                                                                      | NI                                                                      | NI                                                                      |               |    |
| 16 febuarie 2025                                                        | RTL, n-tv                                                               | P Merz                                                                  | P Scholz                                                                | P Habeck                                                                | P Weidel                                                                | NI                                                                      | NI                                                                      | NI                                                                      | NI                                                                      | NI                                                                      |               |    |
| 17 febuarie 2025                                                        | ARD                                                                     | P Merz                                                                  | P Scholz                                                                | P Habeck                                                                | P Weidel                                                                | NI                                                                      | NI                                                                      | NI                                                                      | NI                                                                      | NI                                                                      |               |    |
| 19 febuarie 2025                                                        | Welt                                                                    | P Merz                                                                  | P Scholz                                                                | NI                                                                      | NI                                                                      | NI                                                                      | NI                                                                      | NI                                                                      | NI                                                                      | NI                                                                      |               |    |
| 20 febuarie 2025                                                        | ARD, ZDF                                                                | P Linnemann                                                             | P Miersch                                                               | P Baerbock                                                              | P Weidel                                                                | P Lindner                                                               | P van Aken                                                              | P Dobrindt                                                              | P Wagenknecht                                                           | NI                                                                      |               |    |
| 22 febuarie 2025                                                        | Sat.1, ProSieben                                                        | A Merz                                                                  | I Scholz                                                                | I Habeck                                                                | I Weidel                                                                | NI                                                                      | NI                                                                      | NI                                                                      | NI                                                                      | NI                                                                      |               |    |

### Coaliții posibile
O reînnoire a actualei coaliție semafor nu este considerată de dorit de niciunul dintre cele trei partide, iar Lindner din FDP a dezavuat categoric orice posibilitate ca partidul său să se alăture unei astfel de coaliții în noiembrie, după îndepărtarea sa din guvern.
Un guvern condus de blocul CDU/CSU este considerat cel mai probabil, având în vedere avantajul său mare în sondaje. Merz și-a arătat disponibilitatea de a discuta despre o coaliție cu SPD, FDP, precum și cu Verzii; cu toate acestea, liderul CSU Söder a refuzat deschis să intre la guvernare cu Verzii. Reprezentanții ambelor partide au declarat că o coaliție negru-verde ar fi dificil de gestionat în prezent. O a cincea mare coaliție din istoria Germaniei între CDU și SPD este astfel văzută ca cea mai realistă posibilitate. Söder a stipulat, totuși, că va sprijini o astfel de coaliție doar atâta timp cât liderul actual al SPD, Scholz, nu este inclus în următorul cabinet.
Liderii FDP care și-au manifestat dorința de a forma un guvern cu CDU/CSU, o coaliție frecventă de-a lungul istoriei germane moderne și ultima reprezentată în cel de-al doilea cabinet Merkel. Merz a afirmat că numai dacă cifrele de votare ale FDP ar crește la șase sau șapte la sută, atunci „ar fi la îndemână o majoritate stabilă”. Vicepreședintele FDP din Bundestag, Wolfgang Kubicki, și-a exprimat sprijinul pentru o „coaliție germană” negru-roșu-galben, incluzând și SPD.
CDU, SPD, Verzii și FDP refuză cu toții să formeze o coaliție care să includă BSW la nivel federal, în ciuda coaliției SPD-BSW aflată la guvernare în Brandenburg și a unei coaliții CDU-SPD-BSW ("mur") în Turingia. Toate celelalte partide refuză, de asemenea, să formeze o coaliție sau să coopereze în vreun fel cu AfD. Cu excepția BSW, care și-a arătat disponibilitatea de a lucra împreună pe anumite subiecte, dar totuși respinge ideea formării guvernului cu ei. CDU a adoptat o „rezoluție de incompatibilitate” cu privire la AfD și Die Linke, interzicând orice cooperare cu oricare dintre aceste partide la nivel federal; FDP nu va guverna nici cu Die Linke.

#### Cordonul sanitar și presupusa cooperare dintre Uniune și AfD
CDU, SPD, Verzii și FDP toate dintre ele refuză formarea unei coaliții la nivel federal cu BSW, în ciuda formării de coaliții la nivel de land german precum coaliția SPD-BSW (Coaliția roșu-mov) în Brandenburg și coaliția CDU-SPD-BSW în Turingia.
Toate celelalte partide, de asemenea, refuză formarea unei coaliții sau cooperare în orice speță cu AfD. CDU a trecut o „rezoluție a incompatibilității” în ceea ce privesc partidele AfD și Die Linke, interzicând cooperare cu unul dintre aceste partide la nivel federal; FDP de asemenea nu va coopera cu Die Linke.
În urma unui atac cu cuțitul în Aschaffenburg pe 22 ianuarie, în care un solicitant de azil afgan respins a rănit mortal două persoane, Merz a anunțat că Uniunea va introduce în Bundestag două rezoluții neobligatorii privind politica de migrație și securitatea națională, făcând apel la parlamentarii SPD și ai Verzilor pentru sprijinul lor. În ciuda faptului că membrii de rang înalt ai ambelor partide au respins aceste inițiative, „planul în cinci puncte” al lui Merz privind migrația a fost adoptat pe 29 ianuarie cu voturi ale Uniunii, FDP și AfD, marcând o premieră istorică la nivel federal. Parlamentarii din SPD, Verzii și Linke l-au criticat ferm pe Merz pentru presupusa sa cooperare cu AfD, pe care Uniunea a negat-o; îngrijorări similare au fost exprimate de reprezentanții catolici, protestanți și evrei, precum și de cancelarul CDU retras, Angela Merkel. În urma votului, sute de mii de protestatari au participat la demonstrații împotriva deciziilor lui Merz în toată Germania. Ulterior, un proiect de lege similar propus de Uniune pentru limitarea aportului de imigranți a fost înfrânt de Bundestag pe 31 ianuarie, în ciuda sprijinului AfD.
În timp ce dezbaterea asupra cordonului sanitar a dominat discursul politic în săptămânile următoare, datele Politbarometrului sugerau ca opinia populară să fie împărțită în mod egal între aprobarea și critica asupra modului de acțiune al lui Merz, fără ca rezultatul unor schimbări majore ale sondajelor.

## Ingerințele străine
Potrivit Oficiului Federal pentru Protecția Constituției, puterile străine pot încerca să discrediteze candidații considerați indezirabili sau să ridice îndoieli cu privire la legitimitatea alegerilor

### Statele Unite și Rusia
Elon Musk a postat în mod repetat în favoarea AfD pe platforma sa X. El a susținut, de asemenea, AfD într-un articol de opinie publicat în Welt am Sonntag. Acest lucru a fost criticat indirect de către președintele Steinmeier și direct de CDU, Verzi, SPD, FDP și Stânga, Asociația Jurnaliștilor Germani, precum și de alte mass-media germane ca ingerință externă inacceptabilă. În mod similar, vicepreședintele Statelor Unite, JD Vance, s-a întâlnit cu conducerea AfD și a criticat alte partide germane pentru că au refuzat să coopereze cu partidul. Comentariile lui Vance au fost criticate atât de Scholz, cât și de Merz.
Autoritățile germane de securitate mai spun că se așteaptă la interferențe în campania electorală federală din străinătate. Accentul se pune pe campaniile de dezinformare controlate oficial din Rusia, la care se presupune că Musk ar fi conectat. Observatorul European Digital Media de la Institutul Universitar European citează o investigație a publicației germane Correctiv care a constatat că peste 100 de site-uri web au fost create cu ajutorul inteligenței artificiale pentru a răspândi dezinformarea cu privire la concurenții electorali.

## Rezultate
| Rezultate în diferite subdiviziuni            | Rezultate în diferite subdiviziuni                                 |
| --------------------------------------------- | ------------------------------------------------------------------ |
|                                               |                                                                    |
| Partidul cu cel mai mare vot din fiecare land | Partidul cu cel mai mare vot din fiecare circumscripție electorală |

| Partid                          | Partid                                             | Lista partidului | Lista partidului | Lista partidului | Circumscripții | Circumscripții | Circumscripții | Total locuri | +/- |
| Partid                          | Partid                                             | Voturi           | %                | Locuri           | Voturi         | %              | Locuri         | Total locuri | +/- |
| ------------------------------- | -------------------------------------------------- | ---------------- | ---------------- | ---------------- | -------------- | -------------- | -------------- | ------------ | --- |
|                                 | Uniunea Creștin-Democrată                          | 11,194,700       | 22.55            | 36               | 12,601,967     | 25.46          | 128            | 164          | +12 |
|                                 | Alternativa pentru Germania                        | 10,327,148       | 20.80            | 110              | 10,175,438     | 20.56          | 42             | 152          | +69 |
|                                 | Partidul Social Democrat                           | 8,148,284        | 16.41            | 76               | 9,934,614      | 20.07          | 44             | 120          | -86 |
|                                 | Alianța 90/Verzii                                  | 5,761,476        | 11.61            | 73               | 5,442,912      | 11.00          | 12             | 85           | -33 |
|                                 | Stânga                                             | 4,355,382        | 8.77             | 58               | 3,932,584      | 7.94           | 6              | 64           | +25 |
|                                 | Uniunea Creștin-Socială din Bavaria                | 2,963,732        | 5.97             | 0                | 3,271,730      | 6.61           | 44             | 44           | -1  |
|                                 | Alianța Sahra Wagenknecht                          | 2,468,670        | 4.97             | 0                | 299,226        | 0.60           | 0              | 0            | 0   |
|                                 | Partidul Liber Democrat                            | 2,148,878        | 4.33             | 0                | 1,623,351      | 3.28           | 0              | 0            | -91 |
|                                 | Alegători Liberi                                   | 769,170          | 1.55             | 0                | 1,254,488      | 2.53           | 0              | 0            | 0   |
|                                 | Partidul pentru Protecția Animalelor Mediului Uman | 482,032          | 0.97             | 0                | 82,485         | 0.17           | 0              | 0            | 0   |
|                                 | Partidul Democrat Popular din Germania             | 85,557           | 0.17             | 0                | 41,903         | 0.08           | 0              | 0            | 0   |
|                                 | Die PARTEI                                         | 242,806          | 0.49             | 0                | 122,386        | 0.25           | 0              | 0            | 0   |
|                                 | Partidul Justiției – Echipa Todenhöfer             | 24,558           | 0.05             | 0                | 9,757          | 0.02           | 0              | 0            | 0   |
|                                 | Partidul Pirat din Germania                        | 13,809           | 0.03             | 0                | 2,152          | 0.00           | 0              | 0            | 0   |
|                                 | Volt Germania                                      | 355,146          | 0.72             | 0                | 391,577        | 0.79           | 0              | 0            | 0   |
|                                 | Partidul Democrat Ecologist                        | 49,730           | 0.10             | 0                | 54,641         | 0.11           | 0              | 0            | 0   |
|                                 | Asociația alegătorilor din Schleswig de Sud        | 76,126           | 0.15             | 0                | 58,773         | 0.12           | 0              | 1            | 0   |
|                                 | Partidul pentru Cercetarea Reîntineririi           | 304              | 0.00             | 0                | 0              | 0.00           | 0              | 0            | 0   |
|                                 | Partidul Umaniștilor                               | 14,446           | 0.03             | 0                | 1,873          | 0.00           | 0              | 0            | 0   |
|                                 | Alianța C – Creștinii pentru Germania              | 11,784           | 0.02             | 0                | 2,021          | 0.00           | 0              | 0            | 0   |
|                                 | Partidul Bavariei                                  | 12,315           | 0.02             | 0                | 5,784          | 0.01           | 0              | 0            | 0   |
|                                 | Partidul Marxist-Leninist din Germania             | 19,876           | 0.04             | 0                | 24,208         | 0.05           | 0              | 0            | 0   |
|                                 | Lumea Umană                                        | 694              | 0.00             | 0                | 0              | 0.00           | 0              | 0            | 0   |
|                                 | Partidul Progresului                               | 21,377           | 0.04             | 0                | 1,282          | 0.00           | 0              | 0            | 0   |
|                                 | Partidul Egalității Socialiste                     | 425              | 0.00             | 0                | 73             | 0.00           | 0              | 0            | 0   |
|                                 | Bürgerrechtsbewegung Solidarität                   | 719              | 0.00             | 0                | 1,303          | 0.00           | 0              | 0            | 0   |
|                                 | Alianța Germaniei                                  | 79,012           | 0.16             | 0                | 88,046         | 0.18           | 0              | 0            | 0   |
|                                 | MERA25                                             | 7,128            | 0.01             | 0                | 658            | 0.00           | 0              | 0            | 0   |
|                                 | Uniunea Valorilor                                  | 6,803            | 0.01             | 0                | 2,844          | 0.01           | 0              | 0            | 0   |
|                                 | Independenți                                       |                  |                  |                  | 70,110         | 0.14           | 0              | 0            | 0   |
| Total                           | Total                                              | 49,642,087       | 100.00           | 354              | 49,498,186     | 100.00         | 276            | 630          | –   |
|                                 |                                                    |                  |                  |                  |                |                |                |              |     |
| Voturi valide                   | Voturi valide                                      | 49,642,087       | 99.43            |                  | 49,498,186     | 99.14          |                |              |     |
| Voturi invalide/albe            | Voturi invalide/albe                               | 285,228          | 0.57             | 429,129          | 0.86           |                |                |              |     |
| Total voturi                    | Total voturi                                       | 49,927,315       | 100.00           | 49,927,315       | 100.00         |                |                |              |     |
| Alegători înregistrați/prezența | Alegători înregistrați/prezența                    | 60,490,603       | 82.54            | 60,490,603       | 82.54          |                |                |              |     |
| Sursă: Reprezentanța Federală   |                                                    |                  |                  |                  |                |                |                |              |     |

### Rezultate la nivel de land
| Puterea votului la lista de partid în land | Puterea votului la lista de partid în land | Puterea votului la lista de partid în land | Puterea votului la lista de partid în land | Puterea votului la lista de partid în land | Puterea votului la lista de partid în land | Puterea votului la lista de partid în land | Puterea votului la lista de partid în land | Puterea votului la lista de partid în land |     |     |
| Land                                       | Uniunea                                    | AfD                                        | SPD                                        | Verzii                                     | Linke                                      | BSW                                        | FDP                                        | Alții                                      |     |     |
| ------------------------------------------ | ------------------------------------------ | ------------------------------------------ | ------------------------------------------ | ------------------------------------------ | ------------------------------------------ | ------------------------------------------ | ------------------------------------------ | ------------------------------------------ | --- | --- |
| Land                                       | Schleswig-Holstein                         | 27.6                                       | 16.3                                       | 18.8                                       | 14.9                                       | 7.8                                        | 3.4                                        | Alții                                      | 4.7 | 6.5 |
| Mecklenburg-Pomerania Inferioară           | 17.8                                       | 35.0                                       | 12.4                                       | 5.4                                        | 12.0                                       | 10.6                                       | 3.2                                        | 3.6                                        |     |     |
| Hamburg                                    | 20.7                                       | 10.9                                       | 22.7                                       | 19.3                                       | 14.4                                       | 4.0                                        | 4.5                                        | 3.4                                        |     |     |
| Saxonia Inferioară                         | 28.1                                       | 17.8                                       | 23.0                                       | 11.5                                       | 8.1                                        | 3.8                                        | 4.1                                        | 3.6                                        |     |     |
| Bremen                                     | 20.5                                       | 15.1                                       | 23.1                                       | 15.6                                       | 14.8                                       | 4.3                                        | 3.5                                        | 3.0                                        |     |     |
| Brandenburg                                | 18.1                                       | 32.5                                       | 14.8                                       | 6.6                                        | 10.7                                       | 10.7                                       | 3.2                                        | 3.4                                        |     |     |
| Saxonia-Anhalt                             | 19.2                                       | 37.1                                       | 11.0                                       | 4.4                                        | 10.8                                       | 11.2                                       | 3.1                                        | 3.3                                        |     |     |
| Berlin                                     | 18.3                                       | 15.2                                       | 15.1                                       | 16.8                                       | 19.9                                       | 6.6                                        | 3.8                                        | 4.2                                        |     |     |
| Renania de Nord-Westfalia                  | 30.1                                       | 16.8                                       | 20.0                                       | 12.4                                       | 8.3                                        | 4.1                                        | 4.4                                        | 3.8                                        |     |     |
| Saxonia                                    | 19.7                                       | 37.3                                       | 8.5                                        | 6.5                                        | 11.3                                       | 9.0                                        | 3.2                                        | 4.4                                        |     |     |
| Hesse                                      | 28.9                                       | 17.8                                       | 18.4                                       | 12.6                                       | 8.7                                        | 4.4                                        | 5.0                                        | 4.2                                        |     |     |
| Turingia                                   | 18.6                                       | 38.6                                       | 8.8                                        | 4.2                                        | 15.2                                       | 9.4                                        | 2.8                                        | 2.5                                        |     |     |
| Renania-Palatinat                          | 30.6                                       | 20.1                                       | 18.6                                       | 10.4                                       | 6.5                                        | 4.2                                        | 4.6                                        | 4.9                                        |     |     |
| Bavaria                                    | 37.2                                       | 19.0                                       | 11.6                                       | 12.0                                       | 5.7                                        | 3.1                                        | 4.2                                        | 7.2                                        |     |     |
| Baden-Württemberg                          | 31.6                                       | 19.8                                       | 14.2                                       | 13.6                                       | 6.8                                        | 4.1                                        | 5.6                                        | 4.3                                        |     |     |
| Saarland                                   | 26.9                                       | 21.6                                       | 21.9                                       | 7.2                                        | 7.3                                        | 6.2                                        | 4.3                                        | 4.7                                        |     |     |